# Hans van Wiggen
Hans van Wiggen (tussen 1940 en 1941 - Sint-Michielsgestel, 27 februari 2012) was een Nederlands tekstschrijver. Van Wiggen schreef teksten voor bekende Nederlandse en Duitse artiesten, als Zangeres zonder naam, Dennie Christian, Eddy Wally, Marianne Weber, Rex Gildo en De Deurzakkers. Van Wiggen overleed op 27 februari 2012 aan slokdarmkanker. Hij werd 71 jaar.

## Discografie
Bekende liedjes van zijn hand of waar hij met anderen aan heeft gewerkt, zijn:
- Vragende Kinderogen (1982)
- Kom in mijn armen (1983)
- Denk toch heel goed na (1983)
- Echte vrienden blijven vrienden (1987)
- Dans nog een keer met mij (1988)
- Wij doen het licht wel uit (1989)
- Het feest kan beginnen (2011)